# Buhi-See
Der Buhi-See liegt in der Provinz Camarines Sur, 40 km südöstlich von Naga City in der Region Bicol auf den Philippinen. Der See liegt in östlicher Richtung direkt am Vulkan Iriga, an seinem Ufer die gleichnamige Gemeinde Buhi.
Der See umfasst eine Fläche von 17,07 km² und wird von bis zu 548 Meter hohen Hügeln umrahmt. Der See gehört zum Wassereinzugsgebiet des Bicol-Flusses. In diesem See lebt die endemische Fischart Mystichthys luzonensis, der Regional unter den Namen Tabios und Sinarapan bekannt ist. Weitere Fischarten sind der Schlangenkopffisch Channa striata, Raubwelse (Clarias sp.), die Buntbarschart Oreochromis mossambicus, der Schaufelfadenfisch (Trichogaster pectoralis) und der Karpfen (Cyprinus carpio). Der Kletterfisch Anabas testudineus ist im Seegebiet ebenso beheimatet wie Garnelen. 